# NGC 3716
NGC 3716 is een lensvormig sterrenstelsel in het sterrenbeeld Leeuw. Het hemelobject werd op 6 april 1866 ontdekt door de Duits-Deense astronoom Heinrich Louis d'Arrest.

## Synoniemen
- UGC 6513
- MCG 1-30-1
- ZWG 40.1
- KARA 483
- PGC 35545